# Boy (I Need You)
"Boy (I Need You)" é uma canção gravada pela artista musical estadunidense Mariah Carey, contida em seu nono álbum de estúdio, Charmbracelet (2002). Foi escrito por Carey, Justin Smith, Norman Whitfield e Cameron Giles, e produzido pela primeira e Just Blaze. A música foi lançada como o segundo single do álbum em 19 de janiero de 2003 pela Island. Inicialmente, "The One" foi escolhido como o segundo single do álbum, no entanto, no meio da filmagem de um videoclipe, a cantora decidiu lançar "Boy (I Need You)" em seu lugar. Considerada por Carey como uma de suas favoritas, a faixa é uma versão reformulada da música "Oh Boy" do rapper do Cam'ron lançado no início desse ano.
A música foi recebida com críticas mistas de críticos contemporâneos. Muitos elogiaram a versatilidade de Carey e a consideraram uma das faixas de destaque do Charmbracelet por ter uma produção diferente quando comparada às demais. No entanto, o gancho de amostra da música foi descrito como "irritante". O single falhou em causar um grande impacto nas paradas ao redor do mundo; alcançou o número 68 na tabela de músicas de Hip-Hop/R&B da Billboard dos EUA e o número 57 na tabela Hot Singles Sales dos EUA. Em outros lugares, a música alcançou o top 20 no Reino Unido, chegando ao top 40 na Austrália, Irlanda, Nova Zelândia e Países Baixos.
O videoclipe, dirigido por Joseph Kahn, incorpora elementos da cultura japonesa e apresenta o alter-ego de Carey, Bianca. Foi também a primeira vez que Carey trabalhou com Kahn em um videoclipe, que estreou em um episódio da Making the Video da MTV em 2003. Após o lançamento de "Through the Rain", Carey embarcou em várias ações promocionais em apoio ao Charmbracelet, bem como seus singles de acompanhamento. Carey cantou "Boy (I Need You)" ao vivo em vários programas de televisão em todo o mundo.

## Antecedentes
Depois que recebeu o prêmio de 'Artista do Década' da Billboard e o World Music Awards de Artista Feminina do Milênio em 2000, Carey desligou-se da Columbia Records e assinou um contrato de $100 milhão com direito a gravação de cinco álbuns com Virgin Records (EMI). Ela costumava afirmar que a Columbia a considerava uma mercadoria, depois da sua separação com Tommy Mottola exacerbando suas relações com os executivos das gravadoras. Apenas alguns meses depois, em julho de 2001, foi amplamente divulgado que Carey havia sofrido um colapso físico e emocional, e seu relacionamento com o ícone latino Luis Miguel foi rompido. Em uma entrevista no ano seguinte, ela disse: "Eu estava com pessoas que realmente não me conheciam e não tinha assistente pessoal. Eu fazia entrevistas o dia inteiro e dormia duas horas por noite". Carey começou a postar uma série de mensagens perturbadoras em seu site oficial e exibiu comportamento irregular em vários eventos promocionais ao vivo. Em 19 de julho de 2001, Carey fez uma aparição surpresa no programa Total Request Live (TRL) da MTV. Como apresentador do programa, Carson Daly começou a gravar após um intervalo comercial, Carey saiu empurrando um carrinho de sorvete enquanto usava uma camisa grande e começou um striptease, no qual ela tirou a camisa para revelar um conjunto amarelo e verde. Embora mais tarde ela tenha revelado que Daly estava ciente de sua presença no edifício antes de sua aparição, a aparição de Carey no TRL atraiu forte atenção da mídia.
Poucos dias depois, Carey começou a postar notas de voz e mensagens irregulares em seu site oficial: "Estou tentando entender as coisas da vida agora e, portanto, não sinto que deva estar fazendo música agora. O que eu gostaria de fazer é apenas uma pequena pausa ou pelo menos ter uma noite de sono sem que alguém apareça sobre um vídeo. Tudo o que eu realmente quero é ser apenas eu e isso é o que eu deveria ter feito em primeiro lugar ... Eu não digo muito, mas adivinhe, eu não me cuido". Após a rápida remoção das mensagens, Berger comentou que Carey estava "obviamente exausta e sem pensar claramente" quando postou as mensagens. Em 26 de julho, ela foi hospitalizada, citando "exaustão extrema" e alguns "sites e programas de notícias começaram a relatar como Carey ameaçou cometer suicídio cortando os pulsos na noite anterior e como Patricia, mãe de Carey, rapidamente pediu ajuda. Quando questionada sobre o boato suicida de Carey, Berger alegou que ela havia quebrado uma louça em um surto e, como resultado, acidentalmente cortou as mãos e os pés. Carey foi internada em um hospital não divulgado em Connecticut e permaneceu hospitalizada e sob cuidados médicos por duas semanas, seguida por uma ausência prolongada do público. Após a forte cobertura da mídia em torno da hospitalização de Carey, a Virgin Records e a 20th Century Fox atrasaram o lançamento de Glitter, bem como sua trilha sonora com o mesmo nome.
Os críticos criticaram o Glitter, bem como sua trilha sonora; ambos não tiveram sucesso comercial. O álbum da trilha sonora que acompanha o filme, se tornou o álbum menos vendido de Carey até aquele momento. O St. Louis Post-Dispatch o considerou "uma bagunça absoluta que será uma mancha irritante em uma carreira que, embora nem sempre seja anunciada criticamente, teve pelo menos sucesso quase sempre consistente". Após a nuvem negativa que seguia a vida pessoal e carreira de Carey na época, bem como a má recepção do projeto, seu contrato sem precedentes de US$ 100 milhões com direito a cinco álbuns com a Virgin Records (EMI Records) foi comprado por US$ 50 milhões. Logo depois, Carey voou para Capri, Itália por um período de cinco meses, em que começou a escrever material para seu novo álbum, decorrente de todas as experiências pessoais que ela sofreu ao longo do ano de 2001. Carey disse mais tarde que seu tempo na Virgin foi "uma festa de estresse completa e total. [...] tomei uma decisão instantânea total baseada em dinheiro e nunca tomei decisões baseadas em dinheiro. Aprendi uma grande lição a partir disso". Mais tarde naquele ano, ela assinou um contrato com a Island Records, avaliado em mais de US$ 24 milhões, e lançou a gravadora MonarC. Para aumentar ainda mais a carga emocional de Carey, seu pai, com quem ela teve pouco contato desde a infância, morreu de câncer naquele ano.

## Gravação e liberação
|                                                    | "Boy (I Need You)" Uma amostra de 30 segundos de "Boy (I Need You)", de Mariah Carey, apresenta a cantora interpolando versos com o rapper Cam'ron antes de seguir para o refrão. |
| Problemas para escutar este arquivo? Veja a ajuda. | |

Carey começou a escrever músicas para o então sem título Charmbracelet em 2002, antes de assinar o contrato de gravação. Ela decidiu se concentrar em um "tão necessário descanso" e viajou para Capri e se mudou para o estúdio, que havia reservado para gravar o álbum. Enquanto estava em Capri, Carey pode se concentrar em sua escrita e gravação, sem ser submetida a nenhum estresse ou pressão. Segundo ela, ela escrevia as músicas em seu apartamento no andar de cima e as gravava no estúdio no andar de baixo, à noite. Assim, a maior parte do álbum foi gravada em Capri, embora ela tenha viajado para Atlanta, Nova York e Filadélfia para gravar algumas faixas. O resultado foi que Charmbracelet soou como seu "álbum mais pessoal" que ela já havia feito.
Enquanto Carey elaborou grande parte do álbum com baladas lentas e autobiográficas, ela também tentou fazer um álbum com uma mistura de vários gêneros diferentes. De acordo com Jon Pareles, do The New York Times, o álbum mostrou a versatilidade musical e vocal de Carey, especialmente ao ver as diferenças nos primeiro e segundo singles do álbum, "Carey é conhecida por sua voz, é claro: ela pode gritar alto. observa que mal parecem humanos, e poucos cantores pulam as oitavas tão graciosamente quanto ela, mas, ao tentar recuperar seu público, sua maior arma pode ser a sua versatilidade: Carey também sabe como fazer um hit de hip-hop, segurando e deixando a batida brilhar". Carey decidiu trabalhar com Just Blaze depois que ela ouviu a música "Oh Boy", ele havia produzido para Cam'ron. Juntos, eles produziram "Boy (I Need You)", um remake de "Oh Boy" e "You Got Me". Carey descreveu o primeiro como um dos seus favoritos no álbum. "É definitivamente um dos meus favoritos, porque eu amo o original. Foi legal tê-lo por aí fazendo suas coisas em um ambiente tão aleatório", disse ela. "Boy (I Need You)" foi lançado como o segundo single do álbum em 26 de novembro de 2002. Inicialmente, "The One" estava programado para ser lançado como o segundo single e um videoclipe foi filmado para a música. No entanto, no meio das filmagens, a faixa foi trocada por "Boy (I Need You)".

## Recepção
"Boy (I Need You)" recebeu críticas mistas de críticos contemporâneos. Jon Pareles, do The New York Times, elogiou a faixa por suas diferenças com a maior parte do conteúdo de Charmbracelet. O escritor da Entertainment Weekly, Tom Sincalir, disse que "a faixa erótica, na qual os convidados de Cam'ron [adicionam] alguma energia bem-vinda" ao álbum. Michael Paoletta da Billboard considerou como uma faixa de destaque no Charmbracelet, enquanto Sal Cinquemani da Slant Magazine disse que "Boy (I Need You)", juntamente com "You Got Me", "fornecem mais evidências de que Carey deve manter seus rappers somente nos remixs". Stephen Thomas Erlewine do Allmusic, observou que Carey "não abandonou completamente o 'hip-hop, mas sempre que toca Charmbracelet, é absolutamente chocante" citar a música como exemplo, enquanto descreve o gancho vocal amostrado como "irritante". Erlewine, no entanto, selecionou-o como uma seleção de faixa na resenha do álbum. O single não teve muito impacto nas paradas ao redor do mundo; alcançou o número 68 na tabela de músicas de Hip-Hop/R&B da Billboard dos EUA e o número 57 na tabela Hot Singles Sales dos EUA. Em outros lugares, a música alcançou o número 17 no Reino Unido, chegando ao top 40 na Austrália, na Irlanda, Nova Zelândia e Países Baixos.

## Videoclipe e performances ao vivo

Carey e Cam'ron são mostrados em forma de anime durante a cena final do vídeo.

Descrito como "Speed Racer encontrando Hello Kitty e Cam'ron", por Carey, o vídeo foi dirigido por Joseph Kahn, estrelado pelo ator Will Yun Lee e incorpora elementos da cultura japonesa e apresenta o alter-ego de Carey, Bianca. Quando perguntado sobre o videoclipe, Kahn respondeu: "Para mim, vídeos não são filmes, são suas próprias formas de arte. Se você é poeta, deseja fazer poesia". Carey também revelou que o videoclipe marcou a primeira vez que ela trabalhou com Kahn. A produção de videoclipe e gravação foi mostrada no episódio de Making the Video da MTV em 2003. O vídeo foi comparado a "Doesn't Really Matter", de Janet, por suas configurações e tema semelhantes da cultura pop japonesa.
Após o lançamento de "Through the Rain", Carey embarcou em várias aparições promocionais em apoio a Charmbracelet bem como seus singles que o acompanham, na Europa e Ásia, Três dias antes do lançamento do álbum, um especial de uma hora intitulado Mariah Carey: Shining Through the Rain foi ao ar na MTV, em que Carey foi entrevistada e cantou várias músicas de Charmbracelet e de seu repertório. Durante a entrevista, Carey abordou rumores sobre seu colapso e sua causa, bem como sobre o álbum e sua inspiração, seguidos de perguntas e respostas com os fãs. Durante o mês de lançamento do álbum, Carey apareceu em vários talk shows de televisão, lançando sua turnê promocional no Today, onde ela apresentou um set-list de quatro músicas no Mall of America Field para uma multidão de mais de 10.000. Carey também performou a música no Top of the Pops e no The Graham Norton Show.

## Formatos e listas de faixas
CD1 do Reino Unido
1. "Boy (I Need You) (Sem Rap)" – 3:12
2. "Boy (I Need You) (Panjabi Hit Squad Mix)" – 4:14
3. "Boy (I Need You) (Copenhaniacs Remix)" – 4:36
4. "Boy (I Need You) (Videoclipe)"

CD2 do Reino Unido
1. "Boy (I Need You)" – 5:15
2. "Boy (I Need You) (Street Remix)" – 5:31
3. "Boy (I Need You) (Topnotch L8 Mix)" – 4:11
4. "Boy (I Need You) (Topnotch Tox Mix)" – 4:15

## Desempenho nas paradas musicais
| Tabela musical (2003)                        | Melhor posição |
| -------------------------------------------- | -------------- |
| Alemanha (Official German Charts)            | 73             |
| Austrália (ARIA)                             | 29             |
| Bélgica (Ultratip Bubbling Under da Valônia) | 6              |
| Canadá (Canadian Singles Chart)              | 32             |
| Escócia (Scottish Singles Chart)             | 32             |
| Espanha (PROMUSICAE)                         | 19             |
| Estados Unidos (Billboard Hot Singles Sales) | 57             |
| Estados Unidos (Billboard R&B/Hip-Hop Songs) | 68             |
| Europa (European Hot 100 Singles)            | 44             |
| França (SNEP)                                | 51             |
| Irlanda (IRMA)                               | 40             |
| Nova Zelândia (Recorded Music NZ)            | 45             |
| Países Baixos (Single Top 100)               | 35             |
| Portugal (Portuguese Singles Chart)          | 15             |
| Reino Unido (UK Singles Chart)               | 17             |
| Reino Unido (OCC UK R&B)                     | 5              |
| Suíça (Schweizer Hitparade)                  | 78             |